# Équipe du Suriname féminine de football
Cet article traite de l'équipe féminine. Pour l'équipe masculine, voir Équipe du Suriname de football.
Maillots
L'équipe du Suriname féminine de football est une sélection des meilleures joueuses surinamiennes de football féminin placée sous l'égide de la Fédération du Suriname de football.
La sélection surinamienne ne s'est jamais qualifiée pour une compétition international telles que la Coupe du monde de football féminin ou la Gold Cup féminine.

## Classement FIFA
| Année               | 2003 | 2004 | 2005 | 2006 | 2007 | 2008 | 2009 | 2010 | 2011 | 2012 | 2013 | 2014 | 2015 | 2016 | 2017 | 2018 |
| ------------------- | ---- | ---- | ---- | ---- | ---- | ---- | ---- | ---- | ---- | ---- | ---- | ---- | ---- | ---- | ---- | ---- |
| Classement mondial  | 85   | 88   | 89   | 100  | 98   | 93   | 92   | 100  | 105  | 101  | 118  | 103  | 141  | 128  | 119  | 117  |
| Classement Concacaf | 11   | 10   | 10   | 13   | 11   | 10   |      | 10   | 12   | 11   |      | 14   |      |      |      |      |